# Bernhard Pollini

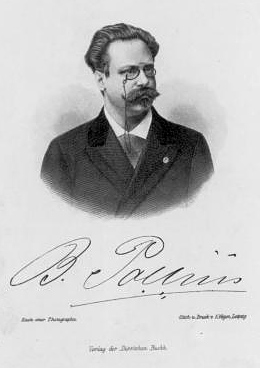
Bernhard Pollini.

Bernhard Pollini (hette ursprungligen Baruch Pohl), född 16 december 1838 i Köln, död 26 november 1897 i Hamburg, var en tysk teaterledare. 
Pollini var först operasångare, blev impressario för italienska operasällskap och, efter någon tids verksamhet som operadirektör i Sankt Petersburg och Moskva, 1874 direktör för Hamburgs stadsteater, som han genom skicklig ledning bringade till blomstring. Han var därjämte chef för stadsteatern i Altona och Thaliateatern i Hamburg. Pollini gifte sig 1894 med Bertha Schwarz.